# Bochner-Martinelli-Formel
In der Mathematik ist die Bochner-Martinelli-Formel eine Verallgemeinerung der Cauchyschen Integralformel auf Funktionen mehrerer Veränderlicher.
Sie besagt, dass für eine auf dem Abschluss eines Gebiets {\displaystyle D\subset \mathbb {C} ^{n}} mit glattem Rand stetig differenzierbare Funktion {\displaystyle f\colon D\to \mathbb {C} }
{\displaystyle \displaystyle f(z)=\int _{\partial D}f(\zeta )\omega (\zeta ,z)-\int _{D}{\overline {\partial }}f(\zeta )\land \omega (\zeta ,z)}
und insbesondere für eine holomorphe Funktion {\displaystyle f\colon D\to \mathbb {C} }
{\displaystyle \displaystyle f(z)=\int _{\partial D}f(\zeta )\omega (\zeta ,z)}
jeweils mit
{\displaystyle \omega (\zeta ,z)={\frac {(n-1)!}{(2\pi i)^{n}}}{\frac {1}{|z-\zeta |^{2n}}}\sum _{1\leq j\leq n}({\overline {\zeta }}_{j}-{\overline {z}}_{j})\,d{\overline {\zeta }}_{1}\land d\zeta _{1}\land \cdots \land d\zeta _{j}\land \cdots \land d{\overline {\zeta }}_{n}\land d\zeta _{n}}
gilt. {\displaystyle \omega (\zeta ,z)} wird auch als Bochner-Martinelli-Kern bezeichnet.